# Сміщук Роман Семенович
Рома́н Семенович Сміщу́к (18 листопада 1900 — 29 жовтня 1969) — Герой Радянського Союзу, піхотинець, старшина.

## Біографія
Роман Семенович Сміщук народився в селі Волосо-Крикливець, нині Крикливець Крижопільського району Вінницької області в сім'ї селянина, Сміщука Семена Лавровича. Українець. Член КПРС з 1944 року. Освіта початкова.
Працював в міліції, на будівництві заводу «Азовсталь» в місті Маріуполь Донецької області, в колгоспі.
У роки німецько-радянської війни опинився в окупації, після відвоювання Донеччини в квітні 1944 року призваний в Радянську Армію.
У діючій армії з травня 1944 року. Стрілець 2-го стрілецького полку (50-а Запорізько-Кіровоградська Червонознаменна орденів Суворова і Кутузова стрілецька дивізія, 52-а армія, 2-й Український фронт) рядовий Сміщук в своєму першому бою 4 червня 1944 року північніше Ясс в районі Моймешті (Румунія), 47°18′ пн. ш. 27°28′ сх. д. / 47.300° пн. ш. 27.467° сх. д., коли рота опинилась в оточенні і зайняла кругову оборону, знищив гранатами і пляшками з запальною сумішшю КС 6 ворожих середніх танків, змусивши їх відступити, що дозволило бійцям вийти з оточення і приєднатися до своєї частини.
Звання Героя Радянського Союзу присвоєно 12 червня 1944 року.
Після війни демобілізувався в званні старшини. Працював головою колгоспу в рідному селі, в Крижопільському районному харчкомбінаті.
Помер 29 жовтня 1969 року.

## Нагороди
- Орден Леніна
- Медалі

## Пам'ять
- У Крижополі іменем Героя названа вулиця.
- У Крижополі встановлений бюст Героя.